# Герб Біскаї
Герб Біскаї — символ провінції Біская, що був затверджений Положенням 12/86, від 15 грудня 1986 року в посвідченні ознак історичної території Біскаї і випрямляється за пропозицією загальних зборів у 2007 році.

## Опис
Набір оточений короною, складеною з двох зелених гілок дуба із золотими жолудями. Цей щит заснований на традиційних гербах сеньйорів Біскаї. Дуб ідентифікується як дерево Герніки. Дуб завжди був одним із елементів гербів сеньйорів Біскаї.
З моменту створення в XIV столітті герб Біскаї включав двох чорних вовків, що тримають у зубах срібних ягнят, які були символом Ароського дому та щитотримача-лева.
У 1894 р. Сабіно Арана, засновник Баскської націоналістичної партії, заявив, що вовки представляли лордів і є як «екзотичними елементами» в автентичній біскайській історичній традиції. Арана не знав, що обидва вовки походять від Жуана Журіа, міфічного героя засновника Сеньйорії Біскаї.

Сабінська пропозиція також ліквідувала голову лева, бо «це символ іспанців». Так, вовки та леви зникли з націоналістичного герба Біскаї, і відповідно, герба Країни Басків, створеного в ті самі дати. У 1986 році вовків та левів також було вилучено з офіційного щита Біскаї. 

## Галерея

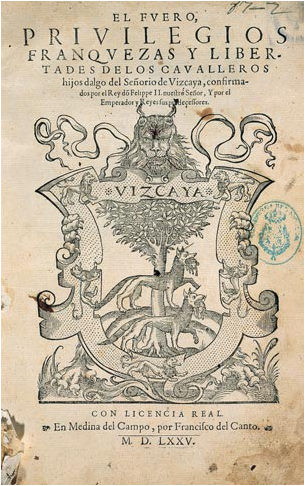
ОГерб Біскаї із книги, надрукованій в Медіна-дель-Кампо в 1575 р. (Мадрид, Сенатська бібліотека)
Біскайська сеньйорія
Кастро-Урдіалес
Сопуерта
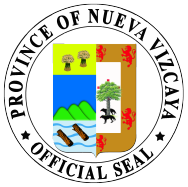
Герб Нуева-Віскаї (Філіппіни)
Герб Дуранго (Мексика)